# Haven van Calais

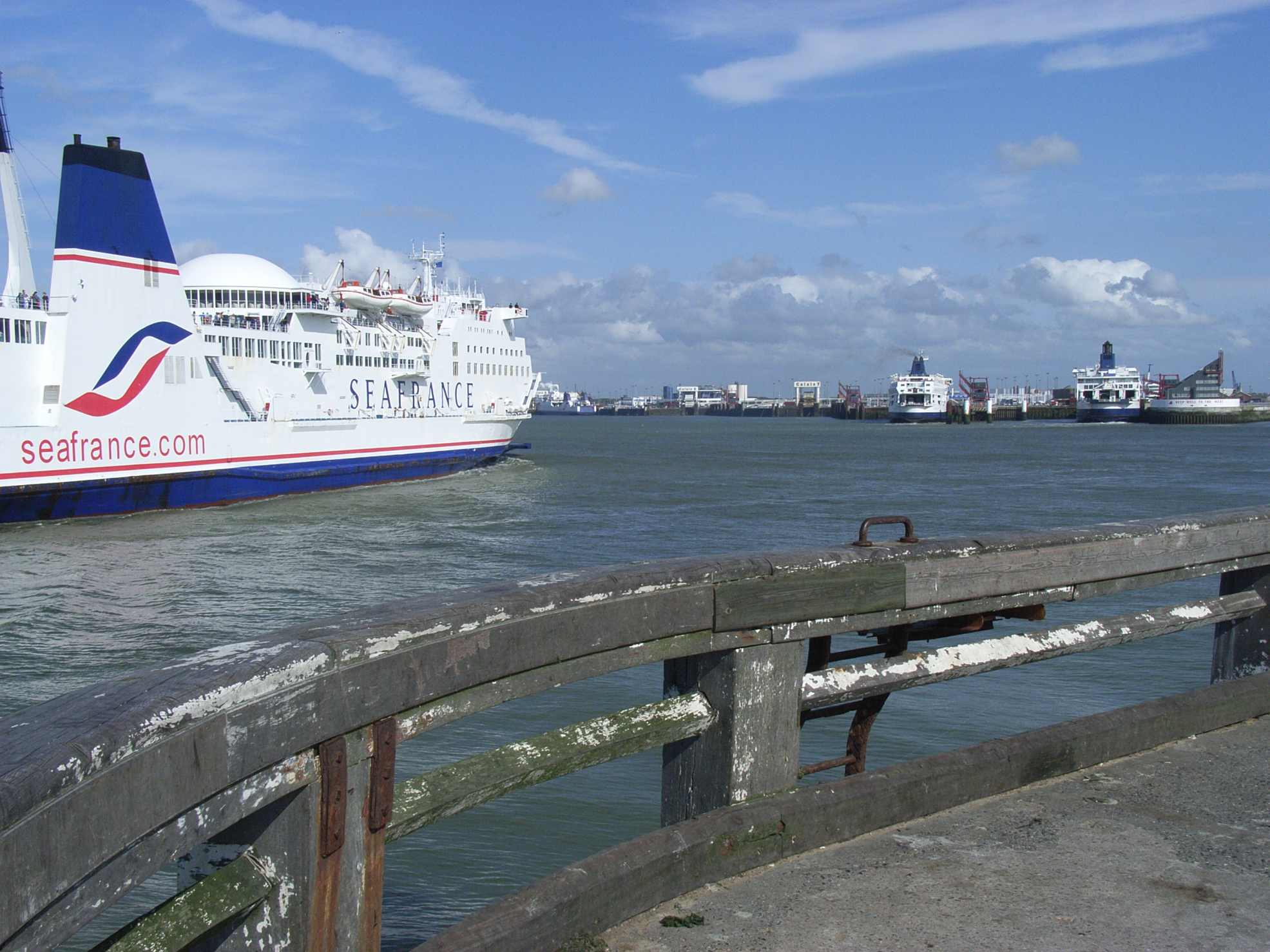
Haven van Calais

De Haven van Calais is de haven van de Franse stad Calais. De haven bevindt zich op slechts 38 km van de Britse kust, en is daarmee een van de kortste oversteekplaatsen tussen het Europese vasteland en de Britse eilanden. Het is de belangrijkste Franse haven voor het verkeer over het Kanaal en de belangrijkste haven voor het passagiersvervoer op het Europese vasteland. In 2017 zijn iets minder dan 9 miljoen passagiers vanuit de haven van Calais het Kanaal overgestoken, terwijl bijna 43 miljoen ton goederen van de haven van Calais naar Dover werden vervoerd.
In 2015 werden de havens van Calais en Boulogne samengebracht in een gemeenschappelijke entiteit, de haven van Boulogne-Calais. Deze wordt beheerd door de Société d'exploitation des ports du détroit (SEPD). De havens zijn eigendom van de regio Hauts-de-France.

## Geschiedenis
Van nature lag hier een baai, waar de riviertjes Hames en Guînes in uitkomen. In de 10e eeuw werden hier werken uitgevoerd in opdracht van graaf Boudewijn IV van Vlaanderen. Twee oude torens zorgden voor de verdediging van deze haven. De eerste zou in opdracht van Caligula, de tweede in opdracht van Karel de Grote zijn gebouwd.
In 1190 werd het vieux Paradis aangelegd, een havenbassin. In 1390, onder Engelse heerschappij, werd het petit Paradis of Fisher's Gap, aangelegd, een bassin waar de vissersboten konden aanmeren.
In 1405 werden de eerste pieren gebouwd, en deze werden verlengd in 1700 en 1822.
Forten werden aangelegd om de haven te verdedigen, zoals in 1690 en 1695, de laatste nadat de Engelsen, in 1695, de haven hebben beschoten. Het Canal de Calais kwam gereed in 1758, waardoor de haven van Calais ook voor binnenvaartschepen bereikbaar werd. Een nieuwe vuurtoren kwam in 1848 in bedrijf.
Ook werden in de 19e eeuw kademuren aangelegd, door sluisdeuren afgesloten havenbassins en havenvoorzieningen als kranen. De belangrijkste activiteiten waren toen al de diensten op Engeland.
Nieuwe bassins werden aangelegd en steeds grotere schepen konden toegang krijgen tot de haven.
Tijdens de Tweede Wereldoorlog werden de haveninstallaties volledig vernietigd. Na deze oorlog werd de haven weer uitgebouwd en kwamen er onder meer voorzieningen voor roll-on-roll-offschepen. Er kwamen ook nieuwe industriebedrijven, zoals Tioxide en Union Carbide.
Vanaf 1980 werden er steeds weer nieuwe voorzieningen voor het scheepvaartverkeer naar Engeland gerealiseerd. In 1966 werd de hovercraftverbinding naar Ramsgate in gebruik genomen. In 1994 kwam de Kanaaltunnel gereed, wat echter niet het einde betekende van het scheepvaartverkeer naar Engeland.

## Veiligheid
De nabijheid van de haven aan het Britse vasteland leidt tot een aanzienlijke migrantenstroom. Sinds 2015 wordt de haven beveiligd door 1300 politieagenten en 50 kilometer afsluitingen.
Met de akkoorden van Touquet van 2003 kreeg Frankrijk de verantwoordelijkheid voor het beheer van de Frans-Britse grens, en in ruil daarvoor kreeg Parijs aanzienlijke steun van het Verenigd Koninkrijk om de toegang tot de tunnel en de havenfaciliteiten veilig te stellen. In 2016 heeft het Verenigd Koninkrijk een budget van 22 miljoen euro vrijgemaakt om bij te dragen aan de inspanningen op het gebied van grensbescherming.